# Sphoeroides dorsalis
Sphoeroides dorsalis es una especie de peces de la familia Tetraodontidae en el orden de los Tetraodontiformes.

## Morfología
Los machos pueden llegar alcanzar los 20 cm de longitud total.

## Hábitat
Es un pez de mar de clima subtropical y demersal. que vive entre 18-100 m de profundidad

## Distribución geográfica
Se encuentra en el Atlántico occidental central: desde Carolina del Norte (Estados Unidos) hasta Surinam.

## Observaciones
Es inofensivo para los humanos.